# エルバジェ山
エル・バジェ山（エルバジェさん、スペイン語: El Valle）は、パナマ中央部に位置する成層火山である。

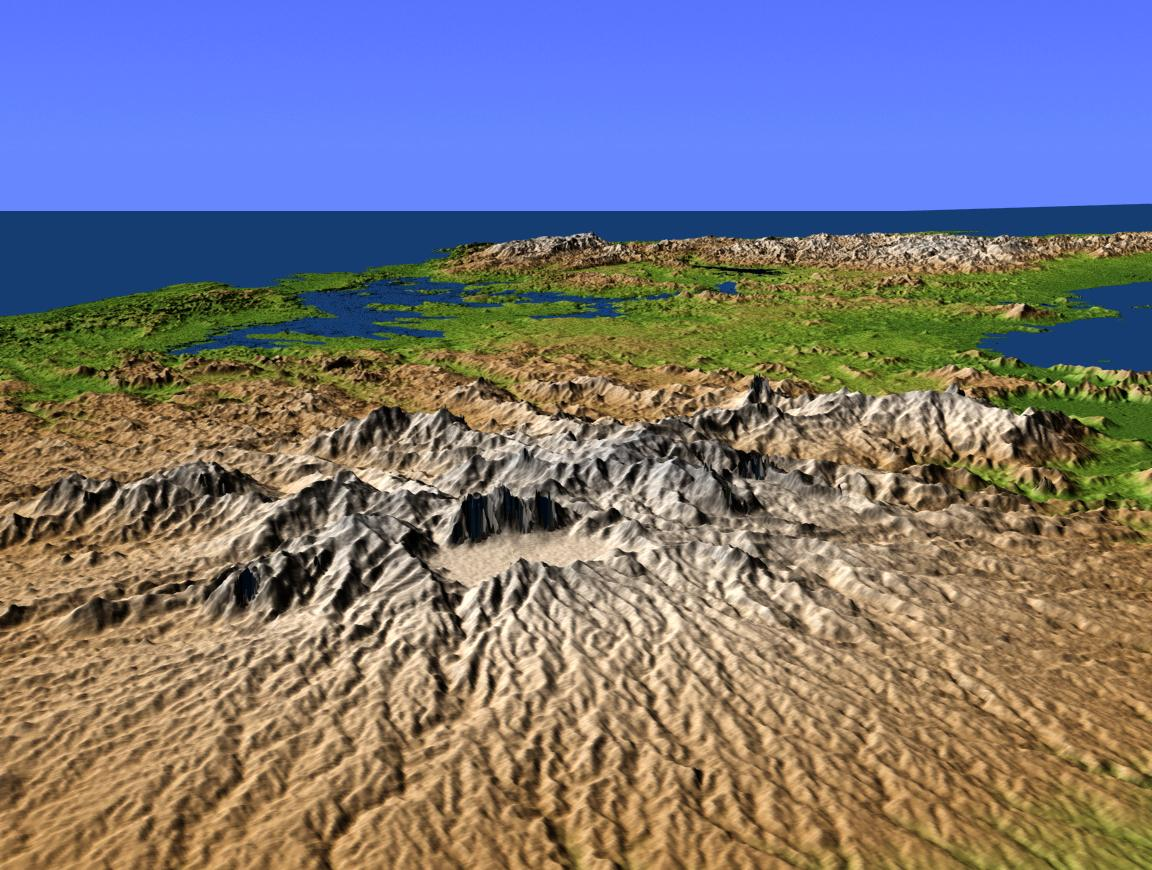
エル・バジェ山周辺の地形。
起伏は強調されている。

6km幅のカルデラを形成している火山で、右の写真の3つの溶岩ドームが形成されており、セロ・パヒータ（Cerro Pajita）、セロ・ガイタル（Cerro Gaital）、セロ・カラコラル（Cerro Caracoral）と名づけられている。